# Artiste du peuple de la RSFSR
Artiste du peuple de la RSFSR (en russe : Народный артист РСФСР, Narodnyj artist RSFSR) est un titre honorifique qui était accordé aux artistes de l'Union soviétique, notamment aux metteurs en scène de théâtre et de cinéma, aux acteurs, aux chorégraphes, aux interprètes de musique et aux chefs d'orchestre, qui avaient des réalisations exceptionnelles dans les arts et qui vivaient en république socialiste fédérative soviétique de Russie (RSFSR).
Ce titre était un rang inférieur à celui d'Artiste émérite de la RSFSR et un rang supérieur à celui d'Artiste du peuple de l'URSS.

## Histoire
Le titre a été introduit le 10 août 1931. En 1992, après que la SFSR de Russie a été renommée Fédération de Russie, elle a été remplacée par Artiste du peuple de Russie.

## Liste

### Année d'affectation non définie
- Alexander Kramov (1885-1951), acteur, metteur en scène de théâtre
- Tamara Makarova (1907-1997), actrice de cinéma
- Vera Mitchourina-Samoïlova (1866-1948), actrice de théâtre
- Nikolay Svetlovidov (1889-1970), acteur de théâtre et de cinéma
- Evdokia Tourtchaninova (1870-1963), actrice de théâtre
- Alexandra Yablochkina (1866-1964), actrice de théâtre

### 1918
- Fédor Chaliapine (1873-1938), chanteur d'opéra (basse)

### Années 1920
1920
- Maria Iermolova (1853-1928), actrice dramatique

1922
- Alexandre Glazounov (1865-1936), compositeur
- Vladimir Davydov (1849-1925), acteur dramatique, metteur en scène de théâtre
- Mikhaïl Ippolitov-Ivanov (1859-1935), compositeur, chef d'orchestre et figure musicale
- Alexandre Soubatov (Youjine) (1857-1927), acteur, dramaturge, homme de théâtre

1923
- Vladimir Nemirovitch-Dantchenko (1858–1943), metteur en scène de théâtre. Artiste du peuple de l'URSS (1936).
- Vsevolod Meyerhold (1874–1940), réalisateur
- Leonid Sobinov (1872–1924), chanteur d'opéra (ténor lyrique et dramatique)
- Constantin Stanislavski (1863–1938), metteur en scène de théâtre. Artiste du peuple de l'URSS (1936).

1924
- Elena Leshkovskaya (1864–1925), actrice dramatique
- Glikeriya Fedotova (1846-1925), actrice

1925
- Ekaterina Geltzer (1876-1962), ballerine
- Antonina Nezhdanova (1873-1950), chanteuse d'opéra. Artiste du peuple de l'URSS (1936).
- Václav Suk (1861-1933), chef d'orchestre
- Ivan Ershov (1867-1943), chanteur d'opéra. Artiste du peuple de l'URSS (1938).

1926
- Pavel Olenev (1869-1932), acteur de théâtre
- Ivan Moskvine (1874-1946), acteur. Artiste du peuple de l'URSS (1936).

1927
- Youri Yuryev (1872-1948), acteur. Artiste du peuple de l'URSS (1939).

1928
- Maria Blumenthal-Tamarina (1859–1938), actrice de cinéma et de théâtre. Artiste du peuple de l'URSS (1936).
- Alexandre Golovine (1863–1930), artiste de théâtre, peintre
- Vasily Katchalov (1875–1948), acteur de théâtre. Artiste du peuple de l'URSS (1936).
- Olga Knipper-Tchekhov (1868-1959), actrice. Artiste du peuple de l'URSS (1937).
- Leonid Leonidov (1873–1941), acteur et metteur en scène de théâtre et de cinéma. Artiste du peuple de l'URSS (1936).

1929
- Stepan Kuznetsov (1879–1932), acteur de théâtre

### Années 1930
1931
- Robert Adelheim (1860-1934), acteur de théâtre
- Raphael Adelheim (1861–1938), acteur de théâtre
- Alexander Goldenweiser (1875–1961), pianiste, compositeur. Artiste du peuple de l'URSS (1946).

1932
- Ulirh Avranek (1853–1937), chef de chœur d'opéra, chef d'orchestre, violoncelliste
- Nikolaï Monakhov (1875-1936), acteur
- Illarion Pevtsov (1879-1934), acteur de théâtre et de cinéma

1933
- Xenia Derjinskaïa (1889-1951), chanteuse d'opéra. Artiste du peuple de l'URSS (1937).
- Mikhaïl Klimov (1880-1942), acteur. Artiste du peuple de l'URSS (1937).
- Maria Lilina (1866-1943), actrice
- Yevsey Lyubimov-Lanskoy (1883-1943), acteur, metteur en scène de théâtre
- Varvara Massalitinova (1878-1945), actrice
- Nadejda Obukhova (1886-1961), chanteuse d'opéra. Artiste du peuple de l'URSS (1937).
- Vasily Petrov (1875–1937), chanteur d'opéra (basse)
- Varvara Ryzhova (1871-1963), actrice. Artiste du peuple de l'URSS (1937).
- Prov Sadovsky (Jr.) (1874-1947), acteur. Artiste du peuple de l'URSS (1937).
- Mikhaïl Tarkhanov (1877–1948), acteur. Artiste du peuple de l'URSS (1937).

1934
- Pavel Andreev (1874-1950), chanteur d'opéra. Artiste du peuple de l'URSS (1939).
- Agrippine Vaganova (1879–1951), danseuse de ballet
- Evgeny Lepkovski (1866–1939), acteur
- Leonid Savranski (1876–1966), chanteur (baryton dramatique)
- Nikolaï Sinelnikov (1885-1939), acteur
- Nikolai Sobolshchikov-Samarin (1868-1945), acteur
- Elena Stepanova (1891-1978), chanteuse d'opéra. Artiste du peuple de l'URSS (1937).
- Vassili Tikhomirov (1878-1956), danseur de ballet et chorégraphe
- Lev Steinberg (1870–1945), chef d'orchestre, compositeur. Artiste du peuple de l'URSS (1937).
- Nikolaï Yakovlev (1869-1950), acteur. Artiste du peuple de l'URSS (1944).

1935
- Boris Babotchkine (1904–1975), acteur et réalisateur
- Vladimir Gardine (1877–1965), acteur et réalisateur
- Reinhold Glière (1875-1956), compositeur
- Boris Gorin-Goryainov (1883–1944), acteur
- Alissa Koonen (1889-1974), actrice
- Solomon Mikhoels (1890–1948), acteur, metteur en scène de théâtre
- Alexandre Taïrov (1885–1950), acteur et réalisateur

1936
- Samuel Samossoud (1884-1964), chef d'orchestre

1937
- Elena Gogoleva (1900-1993), actrice
- Lydia Koreneva (1885–1982), actrice
- Nikolaï Kostromskoï (1874-1938), acteur
- Mikhaïl Lénine (1880–1961), acteur
- Vassili Loubentsov (1886–1975), chanteur
- Mikhaïl Narokov (1879-1958), acteur
- Nikolai Ozerov (1887-1953), chanteur d'opéra (ténor lyrique-dramatique)
- Nikolaï Rybnikov (1879–1956), acteur
- Ruben Simonov (1899–1968), acteur, metteur en scène de théâtre et de cinéma, professeur
- Yuri Fire (1890-1971), chef d'orchestre
- Nikander Khanaev (1890-1974), chanteur d'opéra
- Faïna Chevtchenko (1893–1971), actrice de théâtre et de cinéma

1938
- Olga Androvskaïa (1898-1975), actrice
- Boris Asafyev (1884–1949), compositeur
- Claudia Elanskaya (1898–1972), actrice
- Vladimir Ershov (1896-1964), acteur
- Anastasia Zouïeva (1896-1986), actrice
- Boris Livanov (1904–1972), acteur et réalisateur
- Leonid Nikolaïev (1878–1942), pianiste, compositeur
- Lev Pulver (1883–1970), compositeur et musicien
- Vasily Sakhnovsky (1886–1945), metteur en scène et critique de théâtre
- Ivan Slonov (1882-1945), réalisateur
- Viktor Stanitsyne (1897–1976), acteur, réalisateur
- Ilya Soudakov (1890–1969), acteur et réalisateur
- Vasily Toporkov (1889–1970), acteur et réalisateur

1939
- Aleksander Bryantsev (1883–1961), acteur, metteur en scène de théâtre, fondateur et directeur du premier théâtre pour enfants de Russie.
- Vladimir Durov (1909-1972), artiste de cirque, entraîneur.
- Pavel Zhuravlenko (1887–1948), artiste d'opéra (basse), d'opérette et de cinéma, concertiste et metteur en scène
- Benjamin Zuskin (1899–1952), acteur juif
- Sergey Migay (1888–1959), chanteur d'opéra, baryton.
- Nikolay Pechkovsky (1896-1966), chanteur d'opéra, ténor.
- Sofia Preobrazhenskaya (1904-1966), chanteuse d'opéra (mezzo-soprano)
- Lev Pulver (1883–1970), compositeur et musicien
- Nikolaï Simonov (1901–1973), acteur de théâtre et de cinéma, metteur en scène de théâtre.
- Igamberdy Tachkent (1866–1963), artiste de cirque, funambule.
- Nikolaï Tcherkassov (1903-1966), acteur de théâtre et de cinéma
- Boris Eder (1894–1970), artiste de cirque, dresseur (dompteur) d'animaux prédateurs, fondateur de l'école soviétique de travail avec les prédateurs de cirque.

### Années 1940
1940
- Sergueï Vassilenko (1872-1956), compositeur et chef d'orchestre
- Pavel Gaideburov (1877-1960), acteur
- Vladimir Kandelaki (1908-1994), chanteur (baryton-basse).
- Nadezhda Kemarskaya (1899-1984), chanteuse d'opéra (soprano lyrique-colorature).
- Arkady Polyakov (1893–1966), acteur de théâtre et de cinéma.
- Konstantin Skorobogatov (1887–1969), acteur de théâtre et de cinéma, metteur en scène de théâtre.
- Galina Oulanova (1910-1998), ballerine.
- Grigory Yaron (1893–1963), artiste d'opérette, metteur en scène

1941
- Maria Goldina (1899–1970), chanteuse d'opéra (mezzo-soprano) et professeur
- Constantin Igoumnov (1873–1948), pianiste
- Maya Meltzer (1899–1984), chanteuse d'opéra, réalisatrice

1942
- Iouri Zavadski (1894-1977), réalisateur
- Nikolaï Okhlopkov (1900–1967), acteur, réalisateur
- Alexeï Popov (1892–1961), réalisateur

1943
- Nikolaï Golovanov (1891-1953), chef d'orchestre
- Alexeï Gribov (1902–1977), acteur de théâtre et de cinéma
- Mikhaïl Kedrov (1894-1972), acteur, metteur en scène de théâtre
- Tsitselia Mansurova (1896-1976), actrice
- Vera Maretskaïa (1906–1978), actrice
- Dmitry Orlov (1892–1955), acteur de théâtre
- Nina Sokolovskaya (1867–1952), actrice

1944
- Osip Abdulov (1900–1953), acteur de théâtre et de cinéma, metteur en scène de théâtre
- Elena Granovskaïa (1877-1968), actrice
- Mikhaïl Jarov (1899–1981), acteur
- Peter Kazmin (1892–1964), folkloriste, chef de chœur
- Arnold Margulyan (1879–1950), chef d'orchestre
- Aleksander Orlov (1873–1948), chef d’orchestre russe et soviétique
- Ivan Rostovtsev (1873–1947), réalisateur, acteur
- Vassili Sofronov (1884–1960), acteur
- Boris Souchkevitch (1887–1946), réalisateur, acteur

1945
- Nikolaï Akimov (1901–1968), artiste de théâtre, metteur en scène de théâtre, peintre et graphiste de livres
- Ivan Bersenev (1889-1951) - acteur, metteur en scène
- Nikolaï Bogolioubov (1899-1980) - acteur
- Léonid Volkov (1893–1976), acteur
- Konstantin Zubov (1888–1956), acteur, metteur en scène de théâtre et de cinéma, professeur de théâtre
- Igor Ilinski (1901–1987), acteur, metteur en scène de théâtre et de cinéma, maître de l'expression artistique (lecteur)
- Nikolaï Petrov (1890–1964), metteur en scène de théâtre
- Joseph Tolchanov (1891-1981), acteur de théâtre et de cinéma, metteur en scène

1946
- Serafima Birman (1890–1976), actrice
- Georgy Vasiliev (1892–1949), acteur et metteur en scène de théâtre.
- Leonid Vivien (1887–1966), acteur, metteur en scène de théâtre.
- Alexander Gedike (1877–1957), compositeur, organiste, pianiste.
- Sofia Guiatsintova (1895–1982), actrice et directrice de théâtre.
- Anatoli Goryunov (1902–1951), acteur
- Mikhaïl Derjavine (1903-1951), acteur
- Alexandre Dorochenko (1874–1950), acteur
- Boris Zakhava (1896–1976), metteur en scène de théâtre, acteur
- Semyon Kozolupov (1884–1961), violoncelliste.
- Stepan Muratov (1885–1957), acteur et metteur en scène de théâtre.
- Alexandre Sveshnikov (1890–1980), chef de chœur.
- Vladimir Henkin (1883-1953), acteur
- Alexandre Khokhlov (1892-1966), acteur de théâtre et de cinéma

1947
- Elizaveta Alekseeva (1901–1972), comédienne de théâtre
- Maria Babanova (1900–1983), actrice de théâtre et de cinéma
- Alexander Baturin (1904–1983), chanteur d’opéra (baryton-basse).
- Mikhail Bolduman (1898–1983), comédien de théâtre et acteur de cinéma
- Vassili Vanine (1898–1951), comédien de théâtre et acteur de cinéma, metteur en scène.
- Vladimir Volodine (1896–1958), comédien de théâtre
- Vladimir Voronov (1890–1985), acteur
- Pavel Geraga (1892–1969), comédien de théâtre et acteur de cinéma
- Alexey Dikiy (1889–1955), comédien de théâtre et acteur de cinéma, metteur en scène.
- Daria Zerkalova (1901–1982), actrice dramatique
- Alexander Zrazhevsky (1886–1950), comédien de théâtre et acteur de cinéma.
- Alexey Ivanov (1904–1982), chanteur d'opéra
- Yakov Itin-Malyutin (1886–1964), comédien de théâtre et acteur de cinéma.
- Nadezhda Kazantseva (1911-2000), chanteuse (soprano colorature).
- Olga Kovaleva (1881–1962), chanteuse (contralto)
- Elena Kruglikova (1907–1982), chanteuse d'opéra (soprano lyrique)
- Ivan Kuvykin (1893–1950), chef de chœur.
- Grigory Leondor (1894–1959), comédien de théâtre et réalisateur.
- Olga Lepechinskaïa (1916-2008), ballerine
- Andrey Lobanov (1900–1959), metteur en scène.
- Semyon Mezhinsky (1889–1978), acteur
- Alexandre Melik-Pachaïev (1905–1964), chef d'orchestre
- Nikolai Mordvinov (1901–1966), acteur
- Panteleimon Nortsov (1900–1993), chanteur d'opéra (baryton lyrique)
- Georgii Nelepp (1904–1957), chanteur d'opéra
- Sergueï Obraztsov (1901–1992), acteur et directeur du théâtre de marionnettes
- Vasily Orlov (1896–1974), comédien de théâtre et acteur de cinéma.
- Lioubov Orlova (1902–1975), actrice de théâtre et de cinéma
- Anna Orochko (1898–1965), actrice de théâtre et de cinéma, réalisateur
- Pavel Pol (1887–1955), comédien de théâtre et acteur de cinéma
- Sergueï Prokofiev (1891–1953), compositeur
- Faïna Ranevskaïa (1896–1984), actrice
- Natalia Rozhdestvenskaya (1900–1997), chanteuse (soprano).
- Lev Sverdline (1901–1969), acteur, metteur en scène
- Nikolai Sereda (1890–1948), chanteur.
- Angelina Stepanova (1905-2000), actrice de théâtre et de cinéma.
- Boris Khaïkine (1904–1978), chef d'orchestre
- Alexandra Khalileeva (1907–1971), chanteuse (lyric-coloratura soprano).
- Aram Khatchatourian (1903–1978), compositeur
- Platon Tsesevich (ru) (1879–1958), artiste lyrique (basse chantante), chanteur de chambre.
- Alexander Cheban (1886–1954), comédien de théâtre et acteur de cinéma, metteur en scène.
- Iouri Chaporine (1887–1966), compositeur
- Vissarion Chebaline (1902–1963), compositeur.
- Dmitri Chostakovitch (1906–1975), compositeur, pianiste.
- Natalia Shpiller (1909–1995), chanteuse d'opéra.
- Maxim Strauch (1900–1974), acteur, réalisateur.
- Mikhaïl Yanchine (1902–1976), acteur, réalisateur

1948
- Boris Aleksandrov (1905–1994), compositeur, chef d'orchestre
- Vera Bendina (1900-1974), actrice
- Sergueï Blinnikov (1901–1969), acteur et réalisateur
- Vsevolod Verbitsky (1896-1951), acteur
- Vladimir Gotovtsev (1885-1976), acteur
- Nikolaï Dorokhine (1905–1953), acteur
- Alexeï Zhiltsov (1895–1972), acteur
- Alexandre Komissarov (1904-1975), acteur
- Anatoly Ktorov (1898-1980), acteur.
- Ivan Kudryavtsev (1898-1966), acteur.
- Nina Litovtseva (1878–1956), actrice et réalisatrice.
- Pavel Massalski (1904–1979), acteur.
- Boris Petker (1902–1983), acteur.
- Vladimir Popov (1889–1968), acteur.
- Vera Popova (1889–1983), actrice.
- Maria Titova (1899–1994), actrice.
- Sofia Halutina (1875–1960), actrice

1949
- Nikolay Annenkov (1899–1999), acteur de théâtre et de cinéma
- Grigori Belov (1895–1965), acteur de théâtre et de cinéma
- Alexandre Borissov (1905–1982), acteur de théâtre et de cinéma.
- Olga Viklandt (1911-1995), actrice de théâtre et de cinéma
- Vladimir Vladislavski (1891–1970), acteur de théâtre et de cinéma
- Alexandre Gruzinsky (1899–1968), acteur de théâtre et de cinéma
- Abdullah-Amin Zabuirov (1891-1963), acteur bachkir
- Stepan Kayukov (1898–1960), acteur de théâtre et de cinéma
- Georgy Kovrov (1891–1961), acteur de théâtre et de cinéma
- Vladimir Lebedev (1870–1952), conteur, artiste dramatique
- Nikolaï Levkoev (1891–1982), acteur
- Piotr Leontiev (1883–1951), acteur de théâtre et de cinéma.
- Himaletdin Mingazhev (1889–1955), acteur, dramaturge, théoricien du théâtre.
- Boris Olenin (1903–1961), acteur de théâtre
- Rostislav Plyatt (1908–1989), acteur de théâtre et de cinéma
- Nikolaï Pokrovski (1896-1961), acteur et metteur en scène de théâtre
- Lev Prozorovsky (1880–1954), acteur, metteur en scène de théâtre
- Nikolaï Ryzhov (1900-1986), acteur de théâtre et de cinéma
- Alexandre Sachin-Nikolski (1894-1967), acteur
- Sofya Fadeeva (1901–1989), actrice de théâtre et de cinéma
- Nikolaï Shamin (1886–1966), acteur de théâtre et de cinéma
- Elena Chatrova (1892-1976), actrice de théâtre et de cinéma

### Années 1950
1950
- Khalil Abzhalilov (1896–1963), acteur de théâtre et de cinéma
- Boris Andreïev (1915-1982), acteur de théâtre et de cinéma
- Mikhaïl Astangov (1900-1965), acteur de théâtre et de cinéma
- Claudia Goncharenko-Goncharova (1894–1960), actrice de théâtre
- Alexandre Dovjenko (1894–1956), acteur, réalisateur
- Isaac Dunayevsky (1900-1955), compositeur
- Alexander Zguridi (1904–1998), réalisateur de cinéma de vulgarisation scientifique
- Boris Iline (1901–1979), acteur
- Pavel Karganov (1883-1961), acteur
- Nikifor Kolofidin (1902–1978), acteur
- Nikolaï Kryuchkov (1911–1994), acteur de théâtre et de cinéma
- Elena Kuzmina (1909-1979), actrice de cinéma
- Ivan Lobanov (1891-1969), acteur de théâtre
- Valentina Sperantova (1904–1978), actrice de théâtre et de cinéma
- Boris Tenin (1905–1990), acteur de théâtre et de cinéma
- Maria Tokareva (1894-1965), actrice
- Alexandra Chudinova (1896-1971), actrice
- Nikolaï Yakouchenko (1897-1971), acteur de théâtre et de cinéma

1951
- Elizaveta Antonova (1904-1994), chanteuse d'opéra (contralto).
- Grigori Bolchakov (1904-1974), chanteur d'opéra (ténor).
- Ivan Burlak (1893-1964), chanteur d'opéra (baryton).
- Valéry Bure-Nebelsen (1889-1955), acteur de théâtre.
- Mikhaïl Gabovitch (1905–1965), danseur de ballet
- Vera Davydova (1906-1993), chanteuse d'opéra (mezzo-soprano)
- Maria Domasheva (1875-1952), actrice
- Natalia Dudinskaya (1912–2003), danseuse de ballet.
- Alexeï Ermolaïev (1910-1975), danseur de ballet
- Rostislav Zakharov (1907-1984), chorégraphe et metteur en scène
- Bronislava Zlatogorova (1904-1995), chanteuse d'opéra (contralto)
- Elena Karyakina (1904–1979), actrice de théâtre et de cinéma.
- Valentina Kibardina (1907–1988), actrice de théâtre et de cinéma
- Nikolaï Kolesnikov (1898–1959), acteur de théâtre et de cinéma.
- Alexey Krivchenya (1910–1974), chanteur d'opéra (basse)
- Alexandre Larikov (1890–1960), acteur de théâtre et de cinéma
- Pavel Lisitsian (1911–2004), chanteur d'opéra (baryton).
- Maria Maksakova Sr. (1902-1974), chanteuse d'opéra (mezzo-soprano lyrique)
- Asaf Messerer (1903–1992), danseur de ballet, chorégraphe
- Vitaly Politsemako (1906–1967), acteur de théâtre et de cinéma
- Vladimir Ratomsky (1891-1965), acteur de théâtre et de cinéma
- Piotr Selivanov (1905-1980), chanteur d'opéra (baryton).
- Maria Semenova (1908-2010), ballerine
- Konstantin Sergueïev (1910–1992), danseur de ballet
- Youri Tolubeyev (1906–1979), acteur de théâtre et de cinéma.
- Elizaveta Shumskaya (1905-1988), chanteuse d'opéra (soprano lyrique-colorature).
- Valentin Yantsat (1905–1967), acteur de théâtre et de cinéma

- Andreï Abrikosov (1906-1973), acteur de théâtre et de cinéma
- Anastasia Leskova (1903-1990), actrice
- Sergueï Loukianov (1910-1965), acteur de théâtre et de cinéma

1953
- Nikolaï Mikhaïlov (1902-1969), acteur, réalisateur
- Mikhaïl Nikolski (1907–1971), acteur, réalisateur, artiste
- Sergueï Papov (1904-1970), acteur de théâtre et de cinéma
- Sergueï Romodanov (1899-1975), acteur de théâtre et de cinéma
- Evgueni Samoylov (1912-2006), acteur de théâtre et de cinéma
- Vladimir Chestnokov (1904–1968), acteur de théâtre et de cinéma

1954
- Grigori Antoshenkov (1898-1970), acteur.
- Grigori Ardarov (1888–1956), acteur, réalisateur
- Natalia Belevtseva (1895–1974), actrice du Théâtre Maly
- Vladimir Belokurov (1904-1973), acteur
- Pallady Bogdanov (1881-1971), chef de chœur
- Nadejda Borskaya (1885-1963), actrice
- Nikolaï Bravine (1883–1956), artiste d'opérette
- Alexander Gauk (1893–1963), chef d'orchestre, compositeur
- Judith Gleaser (1904–1968), actrice
- Lyubov Dobrzhanskaya (1908-1980), actrice de théâtre et de cinéma
- Sergueï Eltsine (1897–1970), chef d’orchestre d’opéra.
- Elena Zhilina (1890-1963), actrice
- Dmitri Kabalevski (1904–1987), compositeur
- Grigori Kirillov (1900-1977), réalisateur
- Piotr Konstantinov (1899-1973), acteur
- Vladimir Lepko (1898-1963), acteur
- Vladimir Lioubimov (1897-1971), acteur de théâtre et de cinéma
- Ivan Marin (1905–1983), acteur de théâtre et de cinéma
- Zaituna Nasretdinova (1923-2009), ballerine
- Claudia Polovikova (1896-1979), actrice
- Evgueni Samoylov (1912-2006), acteur de théâtre et de cinéma
- Nikolaï Svobodine (1898-1965), acteur
- Konstantin Sinitsyn (1912-1976), acteur
- Lyudmila Skopina (1903-1992), actrice
- Boris Smirnov (1908–1982), acteur
- Boris Tolmazov (1912–1985), réalisateur et acteur
- Alexandre Khanov (1904–1983), acteur
- Alexandre Khovanski (1890–1962), acteur
- Antony Khodursky (1903–1972), acteur
- Tikhon Khrennikov (1913-2007), compositeur

1955
- Zaituna Bikbulatova (1908-1992), actrice de théâtre
- Banu Valeeva (1914-2003), chanteuse d'opéra (soprano lyrique-colorature)
- Valiakhmet Galimov (1908–1994), acteur et réalisateur
- Boris Joukovski (1900–1963), acteur
- Tatiana Zimina (née en 1928), ballerine
- Alexandre Ilyinsky (1896–1956), artiste d'opérette
- Galimjan Karamychev (1903–1977), acteur
- Nikolaï Kolesnikov (1893—?), acteur
- Viktor Koltsov (1898-1978), acteur
- Viktor Kouznetsov (1911–1981), acteur
- Veniamin Lizunov-Arkanov (1905-1973), chanteur
- Ivan Lyubozhnov (1909-1988), acteur, lecteur
- Vasili Merkuryev (1904–1978), acteur de théâtre et de cinéma
- Bariyat Muradova (1914-2001), actrice
- Ekaterina Myazina (1898–1963), actrice
- Lydia Myasnikova (1911-2005), chanteuse d'opéra
- Vassili Nebolsin (1898-1958), chef d'orchestre.
- Lev Oborine (1907-1974), pianiste
- G (1901–1959), artiste d'opérette
- Nadejda Petipa-Chizhova (1896-1977), actrice
- Ivan Petrov (1920-2003), chanteur d'opéra
- Sviatoslav Richter (1915-1997), pianiste
- Khalaf Safiullin (1921-1965), danseur de ballet
- Vladislav Sokolovski (1898–1964), acteur
- Guzel Suleymanova (1927-1969), ballerine
- Alexandre Soutiaguine (1915–1991), chanteur d'opéra
- Gabdrakhman Khabibullin (1904-1969), chanteur
- Vassili Tselikovsky (1900–1958), chef d'orchestre

1956
- Ivan Alekseev (1913-1990), chanteur
- Sviatoslav Astafyev (1907-1990), acteur
- Sergey Balashov (1903–1989), artiste pop, maître de l'expression artistique
- Veniamin Bityutsky (1902–1980), acteur
- Mikhaïl Bouiny (1903–1975), acteur
- Nadejda Gontcharova (1902-1963), actrice
- Elizaveta Dalskaya (1899-1962), actrice
- Zara Dolukhanova (1918–2007), chanteuse
- Konstantin Ivanov (1907–1984), chef d'orchestre
- Olga Kaziko (1900–1963), actrice
- Olga Kashevarova (1905-1977), chanteuse
- Konstantin Laptev (1904–1990), chanteur
- Fiodor Lopukhov (1886–1973), danseur de ballet, chorégraphe
- Leonid Makariev (1892–1975), acteur et réalisateur
- Gueorgui Menglet (1912-2001), acteur
- Heinrich Neuhaus (1888-1964), pianiste
- Valentina Nikitina (1895–1975), actrice de théâtre
- Maya Plisetskaya (1925-2015), ballerine
- Vasily Razumov (1892-1973), acteur
- Vera Redlich (1894-1992), actrice et réalisatrice
- Nina Rusinova (1896–1986), actrice
- Nadejda Slonova (1906-2002), actrice
- Raisa Struchkova (1925-2005), ballerine
- Georgy Tovstonogov (1913–1989), réalisateur, Artiste du peuple de l'URSS (1957)
- Vladimir Thapsaev (1910-1981), acteur de théâtre et de cinéma ossète
- Vera Firsova (1918-1993), chanteuse d'opéra
- Zoya Shebuyeva-Chekmasova (1900-2007), actrice
- Ksenia Erdeli (1878–1971), harpiste, Artiste du peuple de l'URSS (1966)
- Lavrenty Yaroshenko (1909-1975), chanteur

1957
- Elena Agaronova (1903-1985), actrice
- Victor Agéev (1887-1962), acteur
- Mikhaïl Arenski (1895-1980), acteur
- Sergueï Biryukov (1897-1962), acteur
- Nicolas Boykinia (1901-1998), chanteur d'opéra
- Boris Bregvadzé (1926-2012), danseur de ballet, chorégraphe
- Sergueï Brzhesky (1900-1985), acteur de théâtre
- Ivan Bougaïev (1919-1980), chanteur d'opéra
- Galiya Bulatova (1906-1985), actrice
- Munira Boulatova (1914-2011), chanteur
- Eugenia Wolf-Israël (1897-1975), actrice
- Naydana Gendunova (1913-1984), actrice du Théâtre dramatique Bouriate
- Spiridon Grigoriev (1910-1986), directeur en chef du Théâtre dramatique musical Yakut.
- Edouard Grikourov (1907-1982), chef d'orchestre
- Lilia Gritsenko (1917-1989), actrice de théâtre et de cinéma
- Nicolas Gritsenko (1912-1979), acteur de théâtre et de cinéma
- Niaz Dautov (1913-1986), chanteur d'opéra
- Véra Dubrovina (1917-2000), danseuse de ballet
- Irina Zaroubina (1907-1976), actrice de théâtre et de cinéma
- Inna Zoubkovskaïa (1923-2001), danseuse étoile
- Kira Ivanova-Golovko (1919-2017), actrice
- Nina Kazarinova (1907-1999), actrice
- Kamal III (1900-1968), acteur
- Aleksander Kasyanov (1891-1982), compositeur
- Kouratsa Kachirgova (1899-1974), joueur d'harmonica
- Mikhaïl Kolessov (1895-1965), acteur
- Alexandre Kolobaïev (1901-1980), acteur
- Mikhaïl Kondratiev (1906-1984), acteur
- Tatiana Lavrova (1911-2004), chanteuse d'opéra (lyrique-soprano colorature)
- Olga Lebzak (1914-1983), actrice
- Leonid Loukov (1909-1963), réalisateur
- Alexandre Makarov (1925-2000), danseuse de ballet
- Irina Maslennikova (1918-2013), chanteuse d'opéra
- Vano Muradélis (1908-1970), compositeur
- Fakhri Nasretdinov (1911-1986), chanteur d'opéra
- Alexandre Nikitine (1908-1984), directeur en chef du Théâtre dramatique régional de Rostov nommé d'après M. Gorki
- Nicolas Plotnikov (1897-1979), acteur, réalisateur
- Boris Pokrovski (1912-2009), directeur d'opéra
- Elena Ponsova (1907-1966), actrice
- Alexandre Pokhitonov (1878-1957), chef d'orchestre
- Nicolas Prozorov (1907-1988), acteur
- Alexandre Ptushko (1900-1973), réalisateur, directeur de la photographie, animateur, scénariste, artiste
- Arkady Raikine (1911-1987), acteur, réalisateur
- Natalia Rachevskaïa (1893-1962), actrice et réalisatrice
- Maryam Rahmankulova (1901-1990), chanteuse (mezzo-soprano) et compositrice
- Alexandre Remizova (1903-1989), actrice
- Pierre Reshetnikov (1915-1960), acteur du Théâtre dramatique musical Yakut.
- Sirkka Rikka (1912-2002), chanteur
- Nikolaï Rodionov (1906-2000), acteur
- Toivo Romppainen (1901-1976), acteur
- Magafura Saligaskarova (1922-2015), chanteur
- Georges Salnikov (1909-1983), acteur de théâtre
- Pavel Sérébryakov (1909-1977), pianiste
- Boris Smirnov (1908-1982), acteur
- Nicolas Smirnov-Sokolski (1898-1962), acteur
- Tamara Smirnova-Valentinova (1911—??), actrice
- Eugène Sokovnine (1904-1973), directeur d'opéra.
- Vassili Soloviev-Sédoï (1907-1979), compositeur
- Nikolaï Sosnine (1884-1962), acteur
- Moukharbi Sonov (1916-1957), acteur
- Galina Stanislavova (1920-2003), chanteuse d'opéra
- Anna Strijova (1898-1971), actrice
- Élisabeth Tima-Kachalova (1884-1968), actrice
- Elisabeth Tomberg (1909-1988), actrice, Artiste du peuple de l'URSS (1959)
- Vladimir Ouskov (1907-1980), acteur
- Tatiana Ustinova (1909-1999), chorégraphe en chef du Chœur dramatique russe d'État M. E. Pyatnitsky.
- Boris Fenster (1916-1960), danseur de ballet
- Bruno Freindlich (1909-2002), acteur
- Fouad Khalitov (1909-1981), acteur
- Vassili Khvatov (1891-1975), directeur et chef d'orchestre du Chœur folklorique russe d'État M. E. Pyatnitsky.
- Gabdoulla Chamoukov (1909-1981), acteur de théâtre
- Sergei Shaposhnikov (1911-1973), chanteur d'opéra
- Georgy Shebuyev (1891-1974), acteur
- Chez Shelest (1919-1998), danseuse étoile
- Nisson Chkarovski (1904-1964), chef d'orchestre
- Ninel Ioultiéva (1926-2014), danseuse étoile
- Elena Junger (1910-1999), actrice
- Sergueï Ioutkevitch (1904-1985), réalisateur, Artiste du peuple de l'URSS (1962)
- Irma Jaunzem (1897-1975), chanteur de chambre
- Ivan Yachougine (1907-1992), chanteur (basse)

1958
- Victor Akimov (1902-1980), acteur
- Vladimir Andreanov (1906-1985), acteur et metteur en scène de théâtre soviétique
- Souren Babouloïev (1918-1979), Chef de chœur, Artiste du peuple de l'URSS (1978)
- Léonide Baratov (1895-1964), metteur en scène de théâtre soviétique
- Irina Bugrimova (1910-2001), artiste de cirque et formateur
- Ivan Vutiras (1914-1976), chanteur
- Lev Golovanov (1926-2015), danseuse
- Boris Doline (1903-1976), réalisateur
- Anna Egorova (1915-1995), chanteuse
- Isidor Zak (1909-1998), chef d'orchestre
- Tamara Seifert (1918-2005), danseuse
- Julia Zolotareva (1929-2010), chanteuse d'opéra
- Ivan Kartachov  (1909-1981), danseur de ballet
- Pierre Kirsanov (1902-1977), acteur
- Marie Knebel (1898-1985), actrice, metteur en scène, professeur de théâtre
- Georgy Kolyshkin (1904-1985), chef de chœur
- Galina Kramova (1900-1974), actrice
- Lydia Kroupénine (Grevtsova) (1928-2016), danseuse de ballet.
- Kouzma Lozhkine (1909-1981), acteur
- Anatoli Ludmiline (1903-1966), chef d'orchestre
- Konstantin Massalitinov (1905-1979), chef de chœur
- Alexandre Mashkov (1909-1999), acteur
- Marie Mordassova (1915-1997), chanteur
- Constantin Nassonov (1895-1963), acteur
- Pierre Nekrassov (1889-1963), acteur, réalisateur
- Valéry Nelsky (1906-1990), acteur dramatique
- Tamara Oganezova (1895-1976), actrice de théâtre
- Stépane Ojigine (1916-1992), acteur de théâtre
- Vera Okounéva (1891-1976), actrice
- Alexandre Pastunov (1906-1960), acteur
- Oleg Popov (1930-2016), artiste de cirque, clown
- Émile Renard-Kio (1894-1965), illusionniste
- Mikhaïl Roumiantsev (1901-1983), artiste de cirque
- Vladimir Sokolov (1908-1993), chef de chœur, Artiste du peuple de l'URSS (1966)
- Mikhaïl Touganov (1900-1974), artiste de cirque
- Joseph Toumanov (1909-1981), acteur, metteur en scène de théâtre
- Léonide Utessov (1895-1982), chanteur, acteur, Artiste du peuple de l'URSS (1965).
- Valentin Filatov (1920-1979), artiste de cirque
- Alexey Chernov (1908-1979), acteur de théâtre et de cinéma.
- Sapins Shishigin (1908-1985), metteur en scène de théâtre

1959
- Vassili Alchevski (1904-1975), artiste d'opérette
- Serafim Anikeev (1904-1962), acteur de théâtre et de cinéma
- Badma Baldakov (1918-1974), chanteur d'opéra
- Veronika Borisenko (1918-1995), chanteur d'opéra
- Buda Vampilov (1920-2002), acteur
- Léonid Gallis (1911-1977), acteur de théâtre et de cinéma
- Choïzhi-Nima Géninov (1907-1965), acteur du Théâtre dramatique Bouriate.
- Vladimir Zeldine (1915-2016), acteur de théâtre et de cinéma
- Zinaida Zoritch (1892-1971), actrice dramatique
- Vladimir Ivanovsky (1912-2004), chanteur d'opéra
- Daria Karpova (1914-2003), actrice
- Leonid Lavrovski (1905–1967, chorégraphe, Artiste du peuple de l'URSS (1965)
- Toivo Lankinen (1907-1970), acteur
- Lydia Mosolova (1918-1996), actrice
- Nadezhda Nadezhdina (1908-1979), ballerine, chorégraphe
- Alexandre Ognivtsev (1920-1981), chanteur d'opéra
- Alexander Parchment (1906-1969), directeur de théâtre
- Nadejda Petrova (1919-2011), chanteuse
- Andreï Popov (1918-1983), acteur de théâtre et de cinéma, réalisateur
- Valentin Popov (1907-1987), chanteur
- Grigori Roshal (1899-1983), réalisateur
- Larisa Sakhyanova (1930-2001), ballerine, Artiste du peuple de l'URSS (1963)
- Helmer-Rainer Sinisalo (1920-1989), compositeur et flûtiste
- Antonina Sobolchtchikova-Samarine (1892-1971), actrice, Artiste du peuple de l'URSS (1968)
- Vladimir Khalmatov (1912-1969), acteur
- Vsevolod Iakout (1912-1991), acteur de théâtre et de cinéma
- Nicolas Yanet (1893-1978), artiste d'opérette

### 1960
- Rabadan Abakarov (1917-1995), artiste de cirque, funambule, acrobate
- Ekaterina Alexandrovskaya (1899-1973), actrice de théâtre et de cinéma
- Boris Alekseev (1911-1973), acteur de théâtre
- Ludmila Antoniouk (1921-2001), actrice de théâtre et de cinéma
- Eugène Beliaïev (1926-1994), chanteur
- Konstantin Vinogradov (1899-1980), chef de chœur
- Olga Vassula (1906-1993), actrice d'opérette
- Iaragi Hajikourbanov (1917-1997), artiste de cirque, funambule
- En savoir Plus Gerst (1908-1986), réalisateur
- Feodosia Dembitskaya (1901-2002), actrice
- Nicolas Doubinski (1911-1973), acteur
- Véronique Doudarova (1916-2009), chef d'orchestre
- Vladimir Doudin (1909-1982), réalisateur
- Kuna Dyshekova (1917-2003), actrice
- Dmitry Juravlev (1900-1991), acteur, maître de l'expression artistique
- Ivan Zagorski (1899-1973), acteur, réalisateur
- Mikhaïl Zimbovski (1889-1970), acteur dramatique
- Alexandre Ivanov (1898-1984), réalisateur, Artiste du peuple de l'URSS (1964)
- Séraphima Ikaïeva (1909-1993), actrice
- Galina Isaïeva (1915-2006), danseuse étoile
- Varvara Karginovavarvara Karginova (1908-1975), actrice de théâtre et de cinéma
- Tamara Kariaïeva (1915-1989), actrice
- Tatyana Karpova (1916-2018), actrice
- Vladimir Kouzel (1919-1988), acteur de théâtre et de cinéma
- Anton Kolotilova (1890-1962), chef de chœur
- Irina Kholpakova (née en 1933), ballerine
- Gueorgui Kougouchev (1896-1971), acteur et réalisateur
- Alim Kouroumov (1911-1974), acteur et metteur en scène de théâtre koumyk.
- Mouradkhan Koukhmazov (1914-1986), acteur
- Martin Lusinyan (1896-1983), artiste d'opérette
- Anatoly Marenich (1905-1972), artiste d'opérette
- Vassili Mikhaïlov (1898-1961), acteur
- Zaïnab Nabieva (1912-1994), actrice
- Nikolaï Népokoïtchitski (1910-1969), acteur de théâtre
- Vera Markovna Orlova (1918-1993), actrice de théâtre
- Alla Osipenko (né en 1932), danseur de ballet
- Tatiana Peltzer (1904-1992), actrice de théâtre et de cinéma, plus tard Artiste du peuple de l'URSS
- Sergueï Prostyakov (1911-1997), acteur
- Alexeï Sergeev (1919-1998), chanteur, Artiste du peuple de l'URSS (1967)
- Elena Fadeeva (1914-1999), actrice de théâtre et de cinéma
- Youli Khmelnitski (1904-1997), réalisateur
- Lyudmila Tchernycheva (1908-1963), actrice

## Divers
Ce titre ne doit pas être confondu avec le titre qui s'écrit en russe Народный художник РСФСР, et qui était décerné pour des réalisations dans les arts visuels.